# Anna Jagaciak-Michalska
Anna Jagaciak-Michalska (ur. 10 lutego 1990 w Zielonej Górze) – polska lekkoatletka, specjalizująca się w skoku w dal oraz trójskoku.

## Życiorys
Pochodząca z Puszczykowa zawodniczka jest aktualną rekordzistką Polski juniorów oraz młodzieżowców w trójskoku i skoku w dal. Wielokrotna reprezentantka kraju oraz mistrzyni Polski. W 2009 zdobyła brązowy medal mistrzostw Europy juniorów, a w 2011 była trzecia na młodzieżowych mistrzostwach Europy. Siostra Moniki – znanej modelki, żona reprezentanta Polski w skoku o tyczce Łukasza Michalskiego. Jej ojciec i trener – Jarosław Jagaciak – uprawiał skok wzwyż.
Młodzieżowa rekordzistka kraju w skoku w dal (6,74 w 2010) oraz w trójskoku (14,25 w 2011).

## Kariera
Międzynarodową karierę zaczynała od nieudanego występu w konkursie skoku w dal podczas mistrzostw świata juniorów młodszych w Ostrawie (2007). Po tych zawodach wzięła udział w europejskim festiwalu młodzieży zajmując w Belgradzie piąte miejsce w skoku w dal oraz dziesiąte w trójskoku. Na początku kolejnego sezonu – 17 maja 2008 – wynikiem 13,43 ustanowiła nowy rekord Polski juniorów w trójskoku. Kilkanaście tygodni po tym sukcesie reprezentowała Polskę na mistrzostwach świata juniorów – w trójskoku nie awansowała do finału, a w skoku w dal zajęła siódme miejsce. Największy dotychczas sukces odniosła podczas mistrzostw Europy juniorów w Nowym Sadzie, gdzie zdobyła brązowy medal w skoku w dal z wynikiem 6,29. Na tej samej imprezie zajęła również czwarte miejsce w trójskoku – poprawiając własny rekord kraju juniorek – przegrywając brązowy medal długością drugiego skoku. W czasie mistrzostw Polski seniorów w 2010 wywalczyła awans do reprezentacji kraju na mistrzostwa Europy (wyrównując w konkursie skoku w dal rekord kraju młodzieżowców wynikiem 6,67). W Barcelonie najpierw startowała w skoku w dal – w eliminacjach poprawiła własny rekord Polski do lat 23 wynikiem 6,74 i z trzeciego miejsca awansowała do finału, w którym zajęła 10. miejsce. Nie udało jej się przebrnąć przez kwalifikacje trójskoku i ostatecznie została sklasyfikowana na 15. pozycji. Na młodzieżowych mistrzostwach Europy w 2011 zdobyła brąz w trójskoku. Czwarta zawodniczka mistrzostw Europy w 2016 oraz halowych mistrzostw Europy w Belgradzie w 2017. Szósta zawodniczka mistrzostw świata w Londynie w 2017.
Medalistka mistrzostw Polski seniorów wywalczyła dotychczas dwanaście krążków krajowego czempionatu. W skoku w dal ma na koncie dwa złote (Bielsko-Biała 2010, Bydgoszcz 2016), trzy srebrne (Bielsko-Biała 2012, Toruń 2013, Szczecin 2014) oraz jeden brązowy medal (Bydgoszcz 2011), a w trójskoku zdobyła dotychczas trzy złote (Toruń 2013, Szczecin 2014 i Bydgoszcz 2016) oraz trzy srebrne medale (Bielsko-Biała 2010, Bydgoszcz 2011 i Bielsko-Biała 2012). Zdobyła jedenaście medali halowego czempionatu seniorów – pięć złotych w trójskoku (Spała 2012, Spała 2013, Sopot 2014, Toruń 2016 i Toruń 2017), dwa złote w skoku w dal (Toruń 2016 i Toruń 2017), trzy srebrne w skoku w dal (Spała 2012, Spała 2013 i Sopot 2014) oraz brązowy w skoku w dal (Spała 2010). Stawała na podium mistrzostw kraju juniorów (także w hali), mistrzostw Polski młodzieżowców oraz czempionatu akademickiego.
Zakończyła karierę w 2019.

## Osiągnięcia
| Rok  | Impreza                                    | Miejsce        | Konkurencja | Lokata            | Wynik (m) |
| ---- | ------------------------------------------ | -------------- | ----------- | ----------------- | --------- |
| 2007 | Mistrzostwa świata juniorów młodszych      | Ostrawa        | skok w dal  | el. – 13. miejsce | 5,89      |
| 2007 | Letni olimpijski festiwal młodzieży Europy | Belgrad        | skok w dal  | 5. miejsce        | 5,98      |
| 2007 | Letni olimpijski festiwal młodzieży Europy | Belgrad        | trójskok    | 10. miejsce       | 12,22     |
| 2008 | Mistrzostwa świata juniorów                | Bydgoszcz      | skok w dal  | 7. miejsce        | 6,27      |
| 2008 | Mistrzostwa świata juniorów                | Bydgoszcz      | trójskok    | el. – 14. miejsce | 12,97     |
| 2009 | Mistrzostwa Europy juniorów                | Nowy Sad       | skok w dal  | 3. miejsce        | 6,29      |
| 2009 | Mistrzostwa Europy juniorów                | Nowy Sad       | trójskok    | 4. miejsce        | 13,55     |
| 2010 | Mistrzostwa Europy                         | Barcelona      | skok w dal  | 10. miejsce       | 6,36      |
| 2010 | Mistrzostwa Europy                         | Barcelona      | trójskok    | el. – 15. miejsce | 14,03w    |
| 2011 | Młodzieżowe mistrzostwa Europy             | Ostrawa        | trójskok    | 3. miejsce        | 13,86     |
| 2011 | Młodzieżowe mistrzostwa Europy             | Ostrawa        | skok w dal  | 4. miejsce        | 6,62      |
| 2011 | Uniwersjada                                | Shenzhen       | skok w dal  | 7. miejsce        | 6,40      |
| 2011 | Mistrzostwa świata                         | Daegu          | trójskok    | el. – 28. miejsce | 13,57     |
| 2012 | Mistrzostwa Europy                         | Helsinki       | skok w dal  | el. – 22. miejsce | 6,16      |
| 2013 | Superliga drużynowych mistrzostw Europy    | Gateshead      | trójskok    | 7. miejsce        | 13,68     |
| 2013 | Uniwersjada                                | Kazań          | skok w dal  | 7. miejsce        | 6,32      |
| 2013 | Uniwersjada                                | Kazań          | trójskok    | 2. miejsce        | 14,21     |
| 2013 | Mistrzostwa świata                         | Moskwa         | trójskok    | 10. miejsce       | 13,95     |
| 2013 | Igrzyska frankofońskie                     | Nicea          | skok w dal  | 1. miejsce        | 6,68      |
| 2013 | Igrzyska frankofońskie                     | Nicea          | trójskok    | 1. miejsce        | 13,92     |
| 2014 | Halowe mistrzostwa świata                  | Sopot          | trójskok    | el. – 11. miejsce | 13,57     |
| 2014 | Mistrzostwa Europy                         | Zurych         | trójskok    | el. – 15. miejsce | 13,59     |
| 2015 | Uniwersjada                                | Gwangju        | skok w dal  | 2. miejsce        | 6,57      |
| 2015 | Uniwersjada                                | Gwangju        | trójskok    | 3. miejsce        | 13,81     |
| 2016 | Mistrzostwa Europy                         | Amsterdam      | trójskok    | 4. miejsce        | 14,40w    |
| 2016 | Igrzyska olimpijskie                       | Rio de Janeiro | trójskok    | 10. miejsce       | 14,07     |
| 2017 | Halowe mistrzostwa Europy                  | Belgrad        | trójskok    | 4. miejsce        | 14,14     |
| 2017 | Superliga drużynowych mistrzostw Europy    | Lille          | skok w dal  | 5. miejsce        | 6,35      |
| 2017 | Superliga drużynowych mistrzostw Europy    | Lille          | trójskok    | 5. miejsce        | 13,71     |
| 2017 | Mistrzostwa Świata                         | Londyn         | trójskok    | 6. miejsce        | 14,25     |
| 2018 | Mistrzostwa Europy                         | Berlin         | trójskok    | el. – 14. miejsce | 14,01     |

## Rekordy życiowe
| Konkurencja          | Wynik        | Data                       | Miejsce   | Uwagi                       |
| -------------------- | ------------ | -------------------------- | --------- | --------------------------- |
| Skok w dal – stadion | 6,74         | 27 lipca 2010              | Barcelona | rekord Polski młodzieżowców |
| Skok w dal – hala    | 6,49         | 5 marca 2016               | Toruń     |                             |
| Trójskok – stadion   | 14,33 14,40w | 8 lipca 2016 10 lipca 2016 | Amsterdam | [ 23 ]                      |
| Trójskok – hala      | 14,15        | 3 marca 2017               | Belgrad   |                             |